# Бенеріб
Бенеріб (також Бенер-Іб, Бенер-Аб, Бенераб, Іма-Іб) — ім'я особи, що жила близько 2900 року до н. е., наближеної до фараона Хор-Аха I династії.

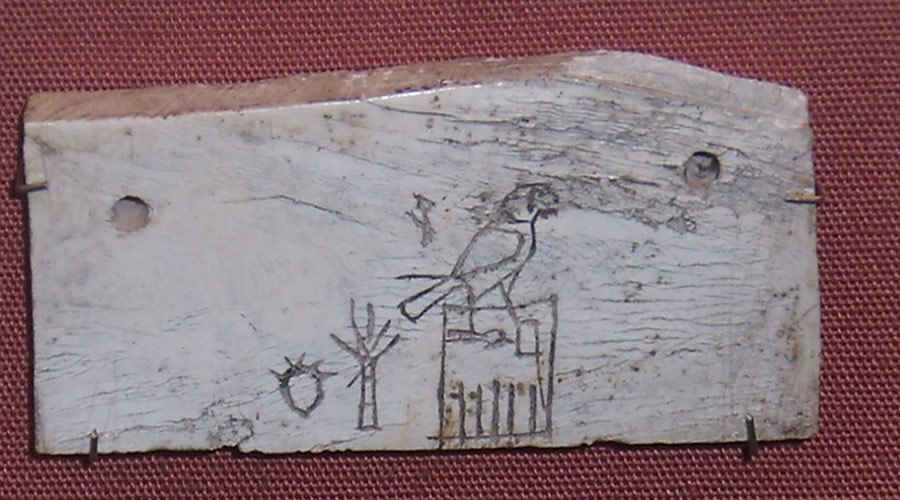
Бенеріб в ієрогліфах (два символи зліва від імені Хор Аха)

Відкрив ім'я французький археолог Амелино під час розкопок некрополя Умм ель-Кааб (Абідос); Фліндерс Пітрі прочитав його як «Бенераб» (англ. Benerab). Волтер Емері у своїй книзі передав ім'я як «Бенеріб»(англ. Benerib) і переклав «Солодка серцем» (англ. sweetheart). Новітнє єгиптологічне прочитання Пітера Каплоні — «Іма-Іб» (переклад «Бути приємним серцю»). Різні автори вважають Бенеріб дружиною (Емері) або дочкою (Каплоні) Хор Аха, однак на збережених фрагментах немає ніяких титулів.
Збереглися кілька об'єктів:
1. Гребінь з іменами: фараона Хор-Аха і Бенеріб. Знайдено Фліндерсом Пітрі в Абідосі.
2. Ярлик з іменами фараона Хор-Аха і Бенеріб. Знайдено під час розкопок в Абідосі.
3. Різні предмети зі слонової кістки з іменами Хор-Аха і Бенеріб. Зберігаються в музеях Каїра, Піттсбурга, Кембриджа. Знайдено також в Абідосі.
4. Кам'яна посудина з іменами фараона Хор-Аха і Бенеріб, знайдена Амеліно в Абідосі. Зберігається в Луврі.
5. Відбиток печатки з ім'ям Бенеріб, знайдений в Саккарі.